# Église Saint-Martin de Rouffiac
Pour les articles homonymes, voir église Saint-Martin.
L'église Saint-Martin est une église située en France sur la commune de Rouffiac (Cantal), en région Auvergne-Rhône-Alpes.

## Historique
L'église a été vraisemblablement construite au XIIIe siècle sur une crypte plus ancienne, puis modifiée aux XVe, XVIIe et XIXe siècles. Le chœur, datant du XIIIe siècle, a été voûté à la fin de la période gothique, au XVe siècle. La crypte a été agrandie au XIXe siècle et la nef refaite au XVIIe siècle. En 1831, une sacristie a été ajoutée contre le flanc sud. Des vestiges de peintures murales datant probablement du XVIIe siècle subsistent sous l'enduit du chœur et des chapelles latérales.

### Protection
L'église est inscrite au titre des monuments historiques par arrêté du 5 décembre 1984.

## Description
L'église présente une nef de quatre travées, refaite au XVIIe siècle, flanquée de chapelles latérales. Le clocher-porche, daté de 1689, évoque la première Renaissance. Le chœur, du XIIIe siècle, est voûté d'ogives depuis le XVe siècle. La nef a été couverte de fausses voûtes gothiques au XIXe siècle.